# Татяна
Татяна е женско име с латински произход. Празнува имен ден на 12 януари. Тогава православната църква чества деня на света Татяна Римска. Съкратена форма е Таня.

## Известни личности
- Татяна Лолова – българска актриса
- Татяна Янчева – българска психоложка
- Татяна Лемачко – руска, българска и швейцарстка шахматистка
- Татяна Бек – руска поетеса и литературовед
- Татяна Толстая – руска писателка
- Татяна Николаевна – руска аристократка
- Татяна Головин – френска тенисистка
- Татяна – българска попфолкпевица